# 宽叶母草
宽叶母草（学名：Lindernia nummulariifolia），为玄参科母草属下的一个植物种。